# Estadio Chamartín
Estadio Chamartín a fost un stadion multi-uz în Madrid, Spania. El a fost inițial stadionul de casă al clubului Real Madrid, înainte de deschiderea stadionului Santiago Bernabéu în 1947. Stadionul a fost construit în 1924 și avea o capacitate de 22.500 de locuri. Primul meci disputat pe stadion a fost între Real Madrid vs. Newcastle United.